# Frank Leuchte (Karikaturist)
Frank Leuchte (* 13. Januar 1942 in Graupa; † 28. März 1992 in Berlin) war ein deutscher Cartoonist und Karikaturist.

## Leben und Werk
Der Vater Leuchtes war Leiter der Volksschule Graupa und Graupaer Kantor. Leuchte studierte von 1961 bis 1966 an der Hochschule für Verkehrswesen Dresden Ingenieurökonomik und arbeitete dann bis 1968 als Statistiker. Von 1968 bis 1974 war er in Berlin Redakteur bei der Zeitschrift Das Magazin, für die er insbesondere humoristische Bildgeschichten schuf. Danach arbeitete er in Berlin als freischaffender Künstler. Er entwarf, vor allem als Zeichner mit Tusche und Aquarell, eine bedeutende Anzahl von Plakaten, von denen einige im Wettbewerb Die 100 besten Plakate des Jahres ausgezeichnet wurden. Er schuf Buchillustrationen und betätigte sich weiter als Cartoonist und Karikaturist, u. a. für die Zeitschrift Eulenspiegel und Programmhefte des Kabaretts Die Distel.
Leuchte war bis 1990 Mitglied des Verbands Bildender Künstler der DDR. 
Nach der deutschen Wiedervereinigung verschlechterten sich vor allem infolge des Wegfalls von Aufträgen die Erwerbsmöglichkeiten Leuchtes, wie die der meisten, auch der unpolitischen, Karikaturisten der DDR, deutlich.
Leuchte verstarb mit nur 50 Jahren an Herzversagen.

## Rezeption
„Er beherrscht nicht nur die »klassische« getextete Karikatur mit politisch-satirischem Akzent, sondern auch Cartoons, Comics in Schwarz-Weiß und Farbe, er entwarf Plakate, in denen grafische Klarheit und feine humoristische Hakenschläge Platz hätten — und er konnte selbst ganz ausgezeichnet schreiben: Pointen, die oft den zweiten Blick brauchten …“
Klaus Nothnagel

## Museen und öffentliche Sammlungen mit Werken Leuchtes
- Berlin: Deutsches Historisches Museum
- Greiz: Satiricum
- Königs Wusterhausen: Stiftung Museen für Humor und Satire[3]

## Werke (Auswahl)

### Plakatentwürfe
- 450. Jahrestag des Deutschen Bauernkriegs (1974; auf der VIII. Kunstausstellung der DDR)[4]

### Buchpublikationen mit Illustrationen Leuchtes

#### Mit Karikaturen oder Cartoons
- Joachim Walther (Hrsg.): Die Anti-Geisterbahn. Geschichten, heiter, komisch, skurril, phantastisch. Buchverlag Der Morgen, Berlin, 1973
- Johannes Conrad: Stoß ins Horn, Horniste! – Nonsens Nr. 2. Eulenspiegel Verlag Berlin, 1989; ISBN 3-359-00329-2 / ISBN 978-3-359-00329-8
- Null Problemo. DDR-Karikaturisten zur Lage der Nation. Eulenspiegel Verlag Berlin, 1990; ISBN 3-88520-332-4

#### Mit anderen Illustrationen
- Jules Verne: Die 500 Millionen der Begum. Verlag Neues Leben Berlin, 1976; Kompass-Bücherei 204
- Andreas Dudeck, Armin Bernhard: Alkoholkrank. Was nun? Was tun? St. Benno, Leipzig, 1989
- Siegfried Fritzsche: Schnelles Glück – hoher Preis. Abhängigkeit durch Alkohol, Arzneimittel, Drogen. Treptower Verlags-Haus, Berlin, 1990
- Siegfried Fritzsche: Achtung Suchtmedikamente! Wie Sie sich vor Abhängigkeit schützen. Ullstein Verlag, 1994. Ratgeber Nr. 35435 (mit Milen Radev); ISBN 3-548-35435-1 / ISBN 978-3-548-35435-4

## Ausstellungen (unvollständig)

### Einzelausstellungen
- 1979/1980 Berlin-Pankow, Kreiskulturhaus „Erich Weinert“ (Karikaturen)

### Teilnahme an zentralen und wichtigen regionalen Ausstellungen in der DDR
- 1976 und 1979: Berlin, Bezirkskunstausstellungen (Gebrauchsgrafik)
- von 1977 bis 1988: Dresden, VIII. bis X. Kunstausstellung der DDR